# Bulldog Drummond
Bulldog Drummond é um filme norte-americano de 1929, do gênero filme de ação, dirigido por F. Richard Jones  e estrelado por Ronald Colman e Claud Allister.

## Produção
Bulldog Drummond foi o primeiro filme sonoro com o personagem criado em 1920 por Herman Cyril McNeile, que se escondia sob o pseudônimo de Sapper. Foi também a primeira vez que a voz impecável de Ronald Colman foi ouvida no cinema. Enquanto arruinava muitas carreiras, a chegada do som, ao contrário, foi uma aliada de Colman, que viu seu prestígio crescer.
Notavelmente sofisticado para sua época, com direção segura de um ex-associado de Mack Sennett, o filme baseia-se em peça de quatro atos do próprio Sapper, apresentada na Broadway entre dezembro de 1921 e maio de 1922.
O herói já aparecera em Bulldog Drummond e Bulldog Drummond's Third Round, vivido por Carlyle Blackwell e Jack Buchanan, respectivamente. Entre 1937 e 1939, a Paramount Pictures produziu uma série de sete aventuras do personagem, com John Howard no papel principal.
A atuação de Ronald Colman e a direção de arte de William Cameron Menzies não passaram despercebidas pela Academia, que lhes concedeu indicações ao Oscar de suas categorias.
Bulldog Drummond foi o último filme realizado pelo diretor F. Richard Jones e o único sonoro—ele faleceu em dezembro do ano seguinte, vitimado pela tuberculose.

## Sinopse
O Capitão Hugh Drummond, herói de guerra, à procura de aventuras em Londres, é contatado pela bela americana Phyllis. Ela lhe pede que liberte seu tio John Travers, preso ilegalmente em um falso asilo.

## Principais premiações
| Patrocinador                                  | Prêmio | Categoria                                          | Situação |
| --------------------------------------------- | ------ | -------------------------------------------------- | -------- |
| Academia de Artes e Ciências Cinematográficas | Oscar  | Melhor Ator (Ronald Colman) Melhor Direção de Arte | Indicado |
| Film Daily                                    |        | Dez Melhores Filmes de 1929                        | Vencedor |
| The New York Times                            |        | Dez Melhores Filmes de 1929                        | Vencedor |

## Elenco
| Ator/Atriz     | Personagem            |
| -------------- | --------------------- |
| Ronald Colman  | Capitão Hugh Drummond |
| Claud Allister | Algy Longworth        |
| Lawrence Grant | Doutor Lakington      |
| Montagu Love   | Peterson              |
| Joan Bennett   | Phyllis               |
| Wilson Benge   | Danny                 |
| Lilyan Tashman | Irma                  |
| Charles Sellon | John Travers          |
| Adolph Milar   | Marcovitch            |
| Tetsu Komai    | Chong                 |